# تقايس
التّقايُس (Isometry)، في الهندسة الوصفية، هو بشكل عام تماثل بين الأشكال. أي حركة جامدة, في المستوى أو في الفراغ، لا تشوه بأي شكل من الأشكال الأشياء يعبر عن متساوي القياس. من الأمثلة للتقايُس, الانزلاق والدوران والانعكاس.

## تعريفات
{\displaystyle d_{Y}\left(f(a),f(b)\right)=d_{X}(a,b).}

## متساوي القياس بين المساحات المعيارية
النظرية التالية ترجع إلى مازور وأولام.
تعريف: نقطة المنتصف للعنصرين x وy في الفضاء المتجه هي المتجه ⁠1/2⁠(x + y).
نظرية الرياضيات: اجعل A : X → Y عبارة عن قياس متساوي تقريبي بين مساحة معياريةs التي تحدد من 0 إلى 0 (ستيفن باناخ يسمى هذا خرائط 'الدوران) حيث لاحظ أن A ليس من المفترض أن يكون قياسًا متساويًا خطيًا. ثم يقوم A بتعيين نقاط المنتصف إلى نقاط المنتصف ويكون خطيًا كخريطة على الأعداد الحقيقية {\displaystyle \mathbb {R} }. إذا كانت X وY عبارة عن مساحات متجهة معقدة، فقد يفشل A في أن يكون خطيًا كخريطة عبر {\displaystyle \mathbb {C} }.

###### أمثلة
- خريطة خطية من {\displaystyle \mathbb {C} ^{n}} لنفسه هو قياس متساوي (للمنتج النقطي) إذا وفقط إذا كانت مصفوفته وحدوية.[4][5][6][7]